# Bionoblatta mastrucata
Bionoblatta mastrucata är en kackerlacksart som först beskrevs av Rehn, J. A. G. 1937.  Bionoblatta mastrucata ingår i släktet Bionoblatta och familjen jättekackerlackor. Inga underarter finns listade.